# Julius Nostadt
Pas d'image ? Cliquez ici

a Compétitions nationales et continentales officielles uniquement.

b Matchs officiels uniquement.
Dernière mise à jour le 07/12/2022.
Julius Nostadt est un joueur allemand de rugby à XV évoluant en équipe nationale depuis 2013. Il joue actuellement au poste de pilier à Provence rugby en Pro D2.

## Biographie
Natif d'Heidelberg, il débute le rugby au sein du TSV Handschuhsheim. Il est repéré par le club de Colomiers lors d'un stage avec l'équipe d'Allemagne des moins de 16 ans. Il intègre ainsi le centre de formation du club, en compagnie de ses compatriotes Christopher Hilsenbeck et Tim Menzel. Encore Espoirs, il débute néanmoins sous les couleurs allemandes lors d'un match face à la Tchéquie.
Après cinq saisons à Colomiers, il finit sa formation en rejoignant le LOU, où il ne restera qu'une saison dans les rangs Espoirs. Il signe ensuite à SO Chambéry, où il commence sa carrière professionnelle. Mais après 3 saisons, il décide de rentrer en Allemagne, au sein de son club formateur, TSV Handschuhsheim. Il ne restera néanmoins pas longtemps en Allemagne, étant contacté par Aurillac (Pro D2), à la recherche d'un joker médical à la suite de la blessure de Grégory Fabro,. À la fin de son contrat de joker, il est prolongé par le club cantalien pour deux saisons supplémentaires. Il devient alors un élément important du club, et se fait remarquer par la qualité de ses prestations. 
Après trois saisons en Pro D2, il franchit un nouveau palier en intégrant le Castres Olympique, qui évolue en Top 14, avec un contrat de trois saisons. Membre régulier de la rotation la première année (quinze rencontres disputées, principalement en tant que remplaçant), il n'est que très peu utilisé lors de sa seconde saison. Il n'est titularisé qu'à une reprise, et n'apparaît au total que sur six feuilles de match, quasi exclusivement en Coupe d'Europe. Libéré de son contrat, il redescend d'un niveau et s'engage pour deux saisons en faveur de Provence rugby à partir de la saison 2022-2023.
Durant la saison 2023-2024, il prolonge son contrat de deux ans avec Provence.

## Statistiques

### En club
| 2014-2015 | SO Chambéry       | 10 | 0 |
| 2015-2016 | SO Chambéry       | 9  | 0 |
| 2016-2017 | SO Chambéry       | 9  | 0 |
| 2017-2018 | Stade aurillacois | 11 | 0 |
| 2018-2019 | Stade aurillacois | 20 | 5 |
| 2019-2020 | Stade aurillacois | 14 | 0 |
| 2020-2021 | Castres olympique | 15 | 0 |
| 2021-2022 | Castres olympique | 6  | 0 |
| 2014-2022 | Total             | 94 | 5 |

## Statistiques internationales
| Année | Compétition                            | Matchs | Points | Essais |
| ----- | -------------------------------------- | ------ | ------ | ------ |
| 2013  | ENC 1B 2012-2014                       | 3      | 5      | 1      |
| 2014  | ENC 1B 2012-2014                       | 1      | -      | -      |
| 2015  | ENC 1A 2014-2016                       | 2      | -      | -      |
| 2016  | Test                                   | 3      | -      | -      |
| 2017  | REC 2017                               | 5      | -      | -      |
| 2017  | Test                                   | 3      | -      | -      |
| 2018  | REC 2018                               | 1      | -      | -      |
| 2018  | REC 2018 (barrage Championship/Trophy) | 1      | -      | -      |
| 2018  | Test                                   | 2      | -      | -      |
| 2018  | Barrage Coupe du monde 2019            | 3      | -      | -      |
| 2019  | REC 2019                               | 4      | 5      | 1      |
| 2019  | REC 2019 (barrage Championship/Trophy) | 1      | -      | -      |
| Total | Total                                  | 29     | 10     | 2      |

| Essai | Adversaire | Lieu                                  | Compétition      | Date             | Résultat | Score |
| ----- | ---------- | ------------------------------------- | ---------------- | ---------------- | -------- | ----- |
| 1     | Pologne    |                                       | ENC 1B 2012-2014 | 09 novembre 2013 | Victoire | 43-13 |
| 1     | Roumanie   | Stade municipal de Botoșani, Botoșani | REC 2019         | 16 février 2019  | Défaite  | 38-10 |

## Palmarès

### En club
- SO Chambéry
  - Vainqueur du Championnat de France de Fédérale 1 (troisième division) en 2016
  - Finaliste du Championnat de France de Fédérale 1 en 2017

### En sélection nationale
- Allemagne
  - Vainqueur de la Division 1B du Championnat européen des nations en 2014